# Rynek w Lelowie

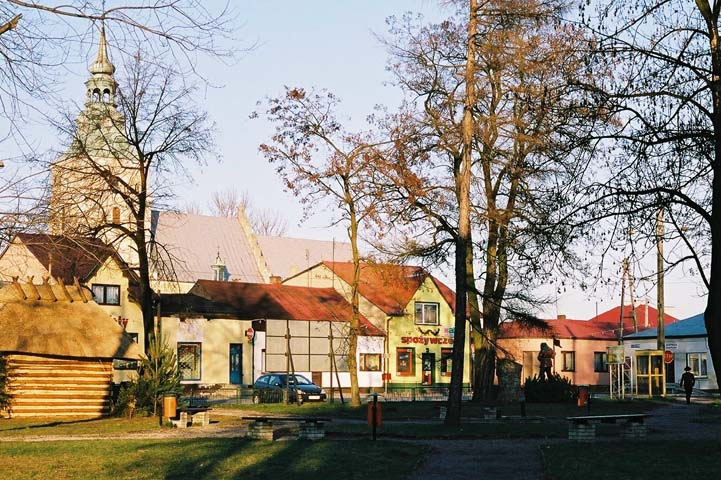
Fragment rynku

Rynek w Lelowie – centrum założenia miejskiego Lelowa w powiecie częstochowskim.

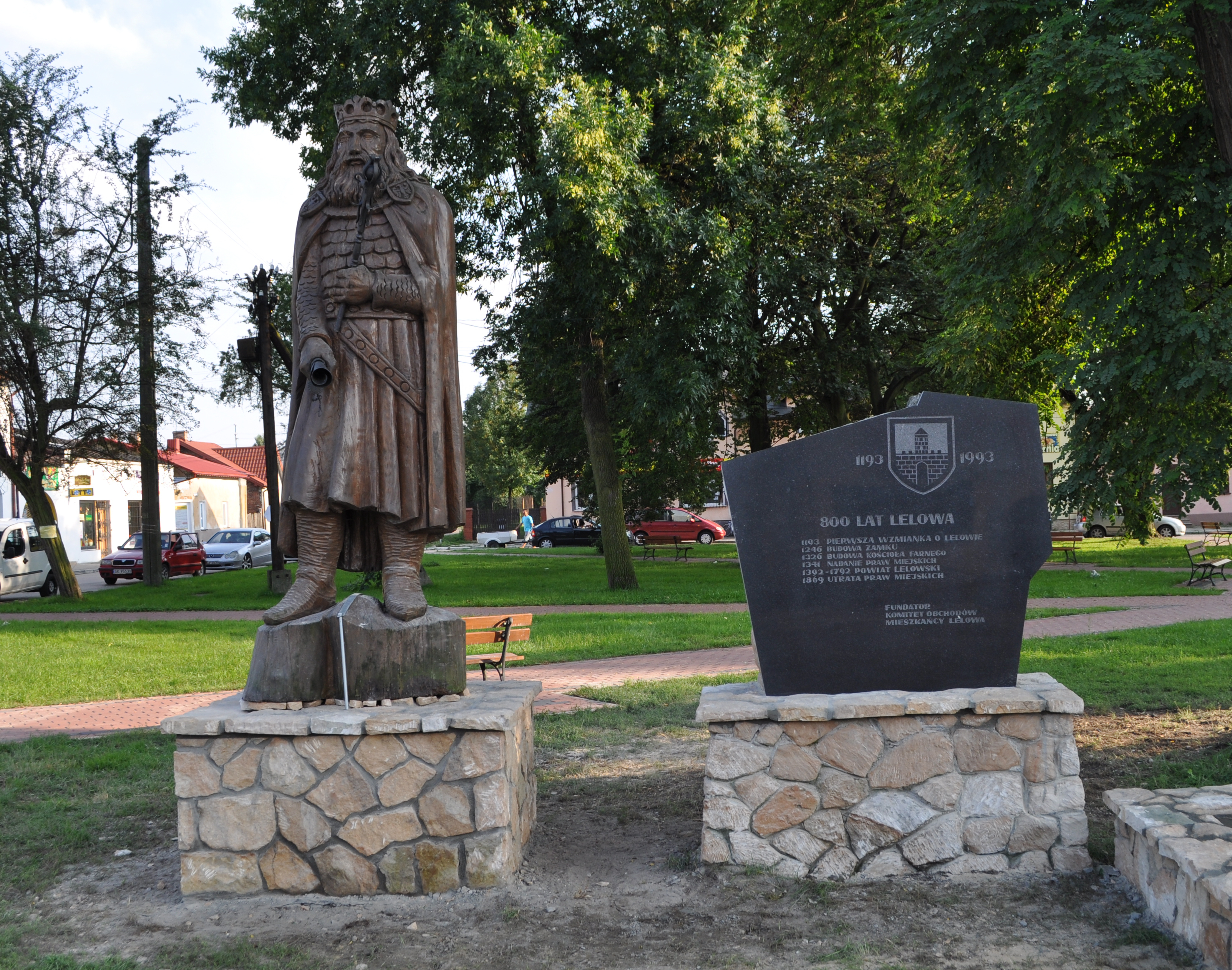
Pomniki

Kwadratowy rynek w Lelowie pełnił przez wieki rolę miejskiego targowiska z nawierzchnią gruntową. Stan ten zmienił się w latach 70. XX wieku, kiedy to targowisko zostało przeniesione, a rynek uzyskał twardą nawierzchnię. Wprowadzono też wtedy zieleń wysoką i elementy małej architektury. 
Plac ma regularny układ z ulicami wychodzącymi z narożników. Poza drobnymi uzupełnieniami we wschodniej pierzei (po 1945) architektura powojenna nie była tu wprowadzana. Po 1989 wybudowano kilka plomb, wpisujących się skalą i formą w dawną zabudowę. Wmurowano też wówczas tablicę pamiątkową 800-lecia Lelowa (północna pierzeja), a potem postawiono jeszcze drewnianą rzeźbę Kazimierza Wielkiego. Po 2000 rynek częściowo zmodernizowano, budując ścieżki z kostki betonowej zbiegające się radialnie wokół centralnego okrągłego placyku z głazem piaskowcowym.